# Sopapo (peixe)
O sopapo (Sphoeroides marmoratus), também conhecido como pambo, peixe-bola, peixe-balão, peixe-sapo-de-pintas, sapinho e sapo, é uma espécie de peixe da família Tetraodontidae, da ordem Tetraodontiformes. Possui um abdómen distensível, enchendo-se de ar quando o indivíduo está sob ameaça e não tem fuga possível. Possui veneno, tetrodontoxina, concentrado sobretudo no fígado, estômago e intestinos, mas é encontrado também no sangue e pele.

## Habitat e distribuição
A sua distribuição vai desde a costa da África, entre o norte de Angola até Marrocos, arquipélagos dos Açores, Madeira e Cabo Verde. É considerado raro na costa de Portugal Continental.

## Biologia
Habita tanto fundos rochosos como arenosos, desde poças intertidais até profundidades superiores a 90 metros.
Alimenta-se principalmente da anfípodes, isópodes, poliquetas, moluscos e algas.